# بهشت (فیلم ۱۹۸۷)
«بهشت» (انگلیسی: Heaven) فیلمی در ژانر مستند به کارگردانی دایان کیتن است که در سال ۱۹۸۷ منتشر شد.